# Конг (остров)
Конг, Кахконг, Кохконг (кхмер. កោះកុង) — остров в районе Кохконг, провинция Кохконг, Камбоджа; крупнейший остров страны.
Остров Конг вытянут с севера на юг на 19,5 км, с запада на восток — на 5—6 км, площадь — около 100 км², длина береговой линии — около 53 км. На официальном сайте острова даётся сравнение: «остров Конг размером с Гонконг, но имеет население, сравнимое с крупным школьным классом». Остров полностью покрыт лесом, стоящим на холмах высотой до 420 метров над уровнем моря. Расстояние до материка — менее 400 метров (от северо-восточной оконечности острова). Имеется небольшое военное поселение в северной части острова и «плавучая деревня» в юго-восточной. C вершин острова в океан стекают более десятка довольно крупных рек; вдоль западного и юго-западного побережья расположены шесть узких естественных пляжей, самый длинный из них имеет протяжённость около 3,8 км. По данным 1997 года, на острове активно проводилась заготовка древесины. В настоящее время на острове функционирует небольшой курорт: около десятка бунгало, ресторан, регулярное лодочное сообщение с «большой землёй». Оборудованы места для сноркелинга; в прибрежных водах во множестве можно наблюдать таких характерных рыб как обыкновенная луна-рыба и барракуда.